# Corrodopsylla birulai
Corrodopsylla birulai är en loppart som först beskrevs av Ioff 1928.  Corrodopsylla birulai ingår i släktet Corrodopsylla och familjen mullvadsloppor. Inga underarter finns listade i Catalogue of Life.